# Скуола Мелини (Форли-Чезена)
Скуола Мелини је насеље у Италији у округу Форли-Чезена, региону Емилија-Ромања.
Према процени из 2011. у насељу је живело 23 становника. Насеље се налази на надморској висини од 44 м.